# Indigofera latifolia
Indigofera latifolia är en ärtväxtart som beskrevs av Marc Micheli. Indigofera latifolia ingår i släktet indigosläktet, och familjen ärtväxter. Inga underarter finns listade i Catalogue of Life.